# Erwin Welke
Erwin Welke (* 9. Januar 1910 in Dortmund; † 28. Mai 1989 in Lüdenscheid) war ein deutscher Politiker der SPD.

## Leben
Nach dem Volksschulabschluss absolvierte er eine Lehre zum Heizungsmonteur und arbeitete im erlernten Beruf.
Er wurde 1923 Mitglied der Sozialistischen Arbeiterjugend, trat 1928 der SPD bei und wurde 1929 Mitglied des Reichsbanners Schwarz-Rot-Gold.
Nach der Machtergreifung der Nationalsozialisten wurde er 1933 verhaftet. 1935 wurde er erneut verhaftet und wegen Vorbereitung zum Hochverrat zu fünf Jahren Zuchthaus und fünf Jahren Ehrverlust verurteilt. 1942 wurde er zur Bewährungseinheit 999 eingezogen und 1943 geriet er in amerikanische Kriegsgefangenschaft.
Nach dem Zweiten Weltkrieg wurde er 1946 Redakteur der Westfälischen Rundschau.

## Abgeordneter
Welke gehörte vom 20. April 1947 bis zum 17. Juni 1950 dem Landtag von Nordrhein-Westfalen an, war dort 1947 zunächst stellvertretender und 1947 bis 1950 Vorsitzender im Flüchtlingsausschuss.
Er gehörte dem Deutschen Bundestag seit dessen erster Wahl 1949 bis 1969 an. 1949, 1961 und 1965 gewann er das Direktmandat im Wahlkreis Altena – Lüdenscheid und 1953 sowie 1957 zog er über die Landesliste der SPD Nordrhein-Westfalen ins Parlament ein.
Der Bundesbeauftragte für die Stasi-Unterlagen stellte 2013 fest, dass das Ministerium für Staatssicherheit von Welke seit Mitte der fünfziger Jahre bis zum Ende seiner Bundestagszugehörigkeit eine Vielzahl an Informationen bezog. „Doch ob Welke bewusst für den DDR-Geheimdienst arbeitete oder ob sich die HV A die Informationen unter einer Legende beschaffte, kann allein anhand der dürftigen Überlieferungslage nicht geklärt werden.“

## Öffentliche Ämter
Seit dem 22. März 1946 bis zur Niederlegung seines Mandats am 22. Dezember 1971 gehörte Welke ununterbrochen dem Lüdenscheider Rat an. Von 1964 bis 31. Dezember 1968 war er Oberbürgermeister von Lüdenscheid, ab dem 1. Januar 1969 bis 1971 Bürgermeister, aufgrund des Gesetzes zur Neugliederung des Landkreises Altena und der kreisfreien Stadt Lüdenscheid.

## Ehrungen
- 1966: Ehrenring der Stadt Lüdenscheid
- 1968: Verdienstkreuz 1. Klasse der Bundesrepublik Deutschland
- 1971 verlieh ihm die Stadt Lüdenscheid die Ehrenbürgerwürde.
- 1996 wurde zu seinen Ehren die neuentstandene Grundschule im Vogelberger Neubaugebiet nach ihm benannt.